# FCミュンジンゲン
フースバルクラブ・ミュンジンゲン（ドイツ語: Fussball Club Münsingen）は、スイス・ベルン州のミュンジンゲンをホームタウンとする実業団（社会人）サッカークラブ。1928年創設。

## 歴史
クラブにとっての成功は1. リーガ (スイス)（4部相当）に所属していた2014-15シーズンのスイス・カップでプロモーションリーグ（3部相当）所属のFCロカルノに1-0、チャレンジリーグ所属のFCヴィル1900に3-2で勝利し、準々決勝に進出したことである。2015年3月4日に行われた準々決勝では1996年、2013年に続いてスイス・カップで3度目の対戦となったFCバーゼルに1-6で敗れた。この試合では柿谷曜一朗にハットトリックを達成された。

## 歴代所属選手
- クリストフ・スピッヒャー 1997-1999
- ロマン・ビュルキ 1999-2005